# Ровато
Рова̀то (на италиански: Rovato, на източноломбардски: Ruàt, Руат) е град и община в Северна Италия, провинция Бреша, регион Ломбардия. Разположено е на 192 m надморска височина. Населението на общината е 18 704 души (към 2013 г.).